# بيستوفو
بيستوفو (بالروسية: Пестово) هي إحدى مدن روسيا في الكيان الفدرالي الروسي نوفغورود أوبلاست.